# Lijst van cameramodellen van Olympus
Dit is een chronologische lijst van cameramodellen van Olympus Corporation.
| Voor 1950 | Voor 1950                                | Voor 1950                                                                                                   |
| Jaar      | Model                                    | Opmerkingen                                                                                                 |
| --------- | ---------------------------------------- | --- |
| 1936      | Semi-Olympus                             | De eerste Olympuscamera, body van Proud Company                                                             |
| 1937      | Semi-Olympus                             | Uitgerust met Olympus' eigen Kohosluiter                                                                    |
| 1937      | Olympus Standard                         | prototype                                                                                                   |
| 1938      | Semi-Olympus II                          | Eerste Olympuscamera met eigen body                                                                         |
| 1940      | Olympus Six I                            | Ontwerp geïnspireerd op Ikonta Six, Koho 0-sluiter                                                          |
| 1948      | Olympus Chrome Six I                     | |
| 1948      | Olympus 35 I                             | Vroege compactcamera met 35mm-lens en Seikosluiter                                                          |
| 1948      | Olympus Chrome Six II                    | Eerste camera met filmoppervlaktestabilisatie                                                               |
| 1949      | Olympus 35 III                           | |
| 1949      | Olympus 35 IV                            | Met 1/200s-Copalsluiter                                                                                     |
| 1951–1970 |                                          | |
| 1951      | Olympus Chrome SixIIIA                   | |
| 1951      | Olympus Chrome SixIIIB                   | met F2.8-lens                                                                                               |
| 1952      | Olympus Flex I                           | Spiegelreflexcamera met F2.8-lens                                                                           |
| 1953      | Olympus 35 Iva                           | eerste camera met glazen filmaandrukplaat                                                                   |
| 1953      | Olympus Flex BII                         | |
| 1954      | Olympus 35 IVb                           | met Seiko Rapid 1/500s-sluiter                                                                              |
| 1954      | Olympus Chrome Six IV                    | Olympus Chrome Six III-body met aparte dieptemeter                                                          |
| 1954      | Olympus Flex A3.5                        | Dubbellens-spiegelreflexcamera met F3.5-lens                                                                |
| 1954      | Olympus Chrome Six RIA                   | |
| 1955      | Olympus Chrome Six VA                    | |
| 1955      | Olympus Chrome Six RIIA                  | |
| 1955      | Olympus Chrome Six RIIB                  | |
| 1955      | Olympus 35 S2.8                          | |
| 1955      | Olympus 25V                              | |
| 1955      | Olympus Wide                             | Eerste 35mm-lenscamera ontwikkeld voor groothoekopnames                                                     |
| 1955      | Olympus FlexA 2.8                        | |
| 1955      | Olympus 35 S3.5                          | |
| 1956      | Olympus 35 S1.9                          | |
| 1956      | Olympus FlexA 3.5II                      | |
| 1957      | Olympus Wide E                           | |
| 1957      | Olympus 35K                              | |
| 1957      | Olympus Wide Super                       | Voor groothoekopnames, met F2.0-lens                                                                        |
| 1957      | Olympus SII 1.8                          | |
| 1957      | Olympus SII 2.8                          | |
| 1958      | Olympus Wide II                          | |
| 1958      | Olympus SII F2                           | |
| 1958      | Olympus Auto                             | |
| 1958      | Olympus Ace                              | Geschikt voor verwisselbare objectieven                                                                     |
| 1958      | Olympus Eye-Flex                         | (Prototype) 4x4-twin-lensreflex-EE-camera                                                                   |
| 1959      | Olympus Auto B                           | |
| 1959      | Olympus Pen                              | Camera waarmee twee opnames op halve grootte op een kleinbeeldopname konden worden gemaakt                  |
| 1959      | Olympus SII 1.8                          | |
| 1959      | Olympus Ace E                            | |
| 1959      | Olympus Eye44                            | (Prototype)                                                                                                 |
| 1960      | Olympus Auto Eye                         | |
| 1960      | Olympus Pen S                            | |
| 1961      | Olympus Pen EE                           | Camera in zakformaat                                                                                        |
| 1961      | Olympus Zoom 8S                          | 8mm camera met zoomlens                                                                                     |
| 1962      | Olympus Pen EES                          | |
| 1962      | Olympus Auto Eye II                      | |
| 1962      | Olympus S                                | |
| 1962      | Olympus Pen D                            | Met F1.9-lens                                                                                               |
| 1963      | Olympus Pen F F1.8                       | Spiegelreflexcamera met wisselbare lenzen.                                                                  |
| 1963      | Olympus SC                               | |
| 1964      | Olympus Pen D2                           | |
| 1964      | Olympus Pen W                            | Camera uit de Pen-serie voor groothoekopnames                                                               |
| 1965      | Olympus Pen S3.5                         | |
| 1965      | Olympus Pen F F1.4                       | |
| 1965      | Olympus Pen EM                           | Eerste camera met elektrisch aangedreven filmtransportmechanisme                                            |
| 1965      | Olympus Pen 8EE                          | 8mm-snapshotcamera                                                                                          |
| 1965      | Olympus Pen Rapid EES                    | |
| 1965      | Olympus Pen D3                           | |
| 1965      | Olympus 35LE                             | |
| 1966      | Olympus Pen Rapid EED                    | |
| 1966      | Olympus Pen FT                           | |
| 1967      | Olympus Pen FV                           | |
| 1967      | Olympus 35LC                             | |
| 1967      | Olympus Quickmatic EES                   | |
| 1967      | Olympus Quickmatic EEM                   | Instamatic camera met automatisch filmlaadmechanisme (geactiveerd door de camera te sluiten)                |
| 1967      | Olympus Pen EED                          | |
| 1968      | Olympus Pen EES-2                        | |
| 1968      | Olympus TRIP 35                          | camera ontwikkeld als 35mm-versie van de Pen EES                                                            |
| 1968      | Olympus Pen EE-2                         | |
| 1969      | Olympus 35SP                             | |
| 1969      | Olympus 35EC                             | Elektronische sluiter                                                                                       |
| 1970      | Olympus 35RC                             | |
| 1971–1990 |                                          | |
| 1971      | Olympus 35DC                             | Flashmatic voor flitslampen en elektronische flitser                                                        |
| 1971      | Olympus FTL                              | Eenvoudige 35mm-spiegelreflexcamera met Praktica draad                                                      |
| 1971      | Olympus 35EC2                            | Elektronische camera                                                                                        |
| 1972      | Olympus M-1                              | Kleine en lichte spiegelreflex, vanaf 1973 als OM-1 op de markt                                             |
| 1972      | Olympus 35SPN                            | |
| 1973      | Olympus Pen EE3                          | |
| 1973      | Olympus OM-1                             | zie ook Olympus M-1, motordrive geïntroduceerd in oktober 1974                                              |
| 1973      | Olympus 35UC                             | |
| 1974      | Olympus 35ED                             | |
| 1974      | Olympus 35DC(BC)                         | |
| 1975      | Olympus 35RD                             | |
| 1975      | Olympus OM-2                             | Eerste camera met automatische belichting gebaseerd op directe TTL-meting                                   |
| 1979      | Olympus OM-1N                            | |
| 1979      | Olympus OM-2N                            | |
| 1979      | Olympus XA                               | Ultra-compacte 35mm-camera met afneembare flitser                                                           |
| 1979      | Olympus OM10                             | Eenvoudige spiegelreflex                                                                                    |
| 1980      | Olympus XA2                              | |
| 1981      | Olympus Pen EF                           | |
| 1981      | Olympus C-AF                             | |
| 1982      | Olympus XA I                             | |
| 1982      | Olympus OM20                             | |
| 1982      | Olympus OM30                             | Autofocusspiegelreflexcamera met "Zero-in-focus" (automatische bediening zodra de camera was scherpgesteld) |
| 1983      | Olympus AFL                              | Eerste camera met lithiumbatterij waarmee de flitser binnen 1,5 seconde weer operationeel was               |
| 1983      | Olympus OM-4                             | |
| 1984      | Olympus TRIP AF                          | |
| 1984      | Olympus OM-3                             | |
| 1984      | Olympus OM-2 SP                          | |
| 1985      | Olympus OM40                             | |
| 1985      | Olympus AFL-S                            | |
| 1985      | Olympus XA3 QUARTZDATE                   | |
| 1985      | Olympus XA4 MACRO QUARTZDATE             | met 28mm-groothoeklens                                                                                      |
| 1986      | Olympus AF-1 QUARTZDATE                  | spatwaterdichte compacte camera                                                                             |
| 1986      | Olympus OM-4Ti                           | 35mm-camera met flitssynchronisatie, titaniumbody. Een zwarte versie kwam in 1989 op de markt               |
| 1986      | Olympus AFL-T                            | |
| 1986      | Olympus OM707                            | Autofocusspiegelreflex met ingebouwde flitser                                                               |
| 1987      | Olympus AF-10 QUARTZDATE                 | Automatische compactcamera die zowel met lithium- als AAA-batterijen kon worden gevoed                      |
| 1987      | Olympus TRIP MD                          | |
| 1987      | Olympus AM-100 QUARTZDATE                | |
| 1987      | Olympus AZ-1 ZOOM QUARTZDATE             | |
| 1988      | Olympus OM101 POWERFOCUS                 | |
| 1988      | Olympus IZM300                           | Eerste camera met een automatische zoomlens boven 105 mm                                                    |
| 1988      | Olympus AF-1 TWIN QUARTZDATE             | Spatwaterdichte camera met dubbele lens                                                                     |
| 1989      | Olympus IZM400 QUARTZDATE                | Allround camera met 35-135-lens                                                                             |
| 1989      | Olympus IZM200 QUARTZDATE                | Eerste camera met rode-ogenreductie op basis van voorflits                                                  |
| 1989      | Olympus AF-1 SUPER QUARTZDATE            | |
| 1990      | Olympus TRIP MD2 QUARTZDATE              | |
| 1990      | Olympus IZM330 QUARTZDATE                | Speciale uitvoering van de IMZ300, met afstandsbediening die als lensdop fungeert                           |
| 1990      | Olympus AZ-100 ZOOM QUARTZDATE           | Ingebouwde 35-70-zoomlens                                                                                   |
| 1990      | Olympus TRIP JUNIOR QUARTZDATE           | Automatische compactcamera                                                                                  |
| 1990      | Olympus AF-10 SUPER QUARTZDATE           | Uitvoering van de AF-10 met vernieuwde flitser                                                              |
| 1990      | Olympus TRIP AF SUPER QUARTZDATE         | |
| 1990      | Olympus L-1                              | met ingebouwde 35-135mm-zoomlens                                                                            |
| 1991–1995 |                                          | |
| 1991      | Olympus VC-100                           | Autofocusvideocamera met 10-27mm-F2.8-power-zoom                                                            |
| 1991      | Olympus AF-10 TWIN QUARTZDATE            | ingebouwde 35mm- en 70mm-lens                                                                               |
| 1991      | Olympus IZM 210 QUARTZDATE               | |
| 1991      | Olympus μ                                | de eerste μ[mju:] met 35mm-F3.5mm-lens                                                                      |
| 1991      | Olympus Ecru                             | Gelimitieerde uitgave tussen 11 april en 10 mei 1991; 10.000 in Japan, 10.000 daarbuiten                    |
| 1991      | Olympus IZM 230 QUARTZDATE               | 38-90mm-zoom                                                                                                |
| 1991      | Olympus μ LIMITED                        | Limited edition - 50.000 exemplaren                                                                         |
| 1991      | Olympus IZM 220 PANORAMA ZOOM            | Normale en panoramafoto's op hetzelfde rolletje; 28-56mm-groothoeklens                                      |
| 1991      | Olympus TRIP PANORAMA                    | 33mm-camera                                                                                                 |
| 1992      | Olympus OZ 110 ZOOM                      | 38-110mm-lens                                                                                               |
| 1992      | Olympus L-2                              | |
| 1992      | Olympus TRIP 100 QUARTZDATE              | 35mm-, F4.5-camera                                                                                          |
| 1992      | Olympus L-3                              | 35-180 mm, 5x zoom                                                                                          |
| 1993      | Olympus TRIP PANORAMA2                   | Panoramaversie van de Trip Panorama                                                                         |
| 1993      | Olympus μ ZOOM PANORAMA                  | 35-70mm zoom                                                                                                |
| 1993      | Olympus DELTIS VC-1000                   | Videocamera                                                                                                 |
| 1993      | Olympus OZ 1 PANORAMA                    | volautomatische compactcamera                                                                               |
| 1993      | Olympus OZ 70 PANORAMA ZOOM              | 38-70 mm, 2x zoom                                                                                           |
| 1994      | Olympus OZ 280 PANORAMA ZOOM             | 28-80 mm, groothoek                                                                                         |
| 1994      | Olympus L-10 PANORAMA                    | 28-110 mm, 4x zoom                                                                                          |
| 1994      | Olympus DELTIS VC-1100                   | |
| 1994      | Olympus OZ 120 ZOOM                      | 35-120 mm, 3,4 x zoom                                                                                       |
| 1994      | Olympus OM-3 Ti                          | Gebaseerd op de OM-3 maar met een titanium exterieur en TTL-directe lichtmeting                             |
| 1994      | Olympus LT-1                             | Uitgevoerd in kunstleer                                                                                     |
| 1995      | Olympus DELTIS VC-1100 II                | verbeterde VC-1100                                                                                          |
| 1995      | Olympus DELTIS VC-1000 II                | Economisch geprijsde versie van de VC-1000                                                                  |
| 1995      | Olympus OZ 120 ZOOM Metallic Silver      | |
| 1995      | Olympus OZ 10                            | Compactcamera, auto-focus                                                                                   |
| 1995      | Olympus DELTIS VC-1100II HS              | |
| 1995      | Olympus μ ZOOM DELUXE                    | |
| 1995      | Olympus DELTIS VC-1100II HS PV           | |
| 1995      | Olympus L-10 SUPER                       | |
| 1995      | Olympus μ ZOOM 105 Black/ Champagne Gold | μ[mju:] met 38-105mm-zoom                                                                                   |
| 1996–2000 |                                          | |
| 1996      | Olympus TRIP AF 31                       | 38–76 mm 2x zoom                                                                                            |
| 1996      | Olympus TRIP 300                         | |
| 1996      | Olympus OZ 76 ZOOM                       | Elektronische camera                                                                                        |
| 1996      | Olympus Shoot & Go R                     | |
| 1996      | Olympus TRIP XB 3                        | Volautomatische compactcamera                                                                               |
| 1996      | Olympus CENTURION                        | APS-ondersteuning; 25-100 mm (equivalent met 31-125 mm in 35mm-camera), 4x zoom                             |
| 1996      | Olympus CAMEDIA C-400L                   | digitale camera, 0,4 megapixels                                                                             |
| 1996      | Olympus CAMEDIA C-400                    | digitale camera                                                                                             |
| 1996      | Olympus CAMEDIA C-800L                   | digitale camera, 0,8 megtapixels                                                                            |
| 1996      | Olympus OZ CLASSY 105                    | 38-105 mm, 3x-class zoom                                                                                    |
| 1996      | Olympus NEWPIC ZOOM 60                   | APS-compactcamera met 30-60 mm (equivalent met 38-75 mm in 35mm-camera) 2x zoom                             |
| 1996      | Olympus μ ZOOM 105 DELUXE                | 38-105 mm, 3x-class zoom                                                                                    |
| 1996      | Olympus μ ZOOM 70 DELUXE                 | 35-70 mm, 2x zoom                                                                                           |
| 1997      | Olympus OZ 80 ZOOM                       | Compactcamera met 38-80 mm zoom                                                                             |
| 1997      | Olympus CAMEDIA C-410L                   | |
| 1997      | Olympus μ-II                             | Ultracompact 35 mm met F2.8-lens                                                                            |
| 1997      | Olympus NEWPIC AF200                     | APS-support, 27mm-lens                                                                                      |
| 1997      | Olympus SUPERZOOM 700BF QD               | 38-70 mm, 2x zoom                                                                                           |
| 1997      | Olympus LT ZOOM 105                      | 38-105 mm, 3x-class zoom                                                                                    |
| 1997      | Olympus μ ZOOM 115                       | 38-115 mm, 3x zoom                                                                                          |
| 1997      | Olympus NEWPIC 100                       | APS-support, 27mm-lens                                                                                      |
| 1997      | Olympus SUPERZOOM 700BF                  | 38-70 mm, 2x zoom                                                                                           |
| 1997      | Olympus NEWPIC ZOOM 90                   | APS-support, 30-90mm-lens                                                                                   |
| 1997      | Olympus L-20                             | 28-110mm-, 4x-zoom-lens                                                                                     |
| 1997      | Olympus OM2000                           | |
| 1997      | Olympus CAMEDIA C-820L                   | |
| 1997      | Olympus CAMEDIA C-420L                   | |
| 1997      | Olympus CAMEDIA C-1400L                  | 3x zoom |
| 1997      | Olympus CAMEDIA C-1000L                  | 3x zoom |
| 1997      | Olympus μ ZOOM 130                       | 38-130 mm, 3.4 x zoom                                                                                       |
| 1997      | Olympus Centurion NAGANO LIMITED         | limited edition van de Centurion (1000 stuks)                                                               |
| 1997      | Olympus L-20 NAGANO LIMITED              | limited edition van de L-20 (2000 stuks)                                                                    |
| 1998      | Olympus μ ZOOM 105 DELUXE(L)             | μ[mju:] Goudgekleurede versie van de Zoom 105                                                               |
| 1998      | Olympus μ ZOOM 115 DELUXE                | μ[mju:] Goudgekleurde versie van de Zoom 105                                                                |
| 1998      | Olympus μ ZOOM WIDE 80                   | Groothoek 28-80mm 3x optische zoom                                                                          |
| 1998      | Olympus Centurion S                      | |
| 1998      | Olympus μ-II LIMITED                     | Limited versie van de μ ter gelegenheid van het 10 miljoenste μ-model. 65.000 exemplaren                    |
| 1998      | Olympus CAMEDIA C-840L                   | Gelijk aan C-820L maar dan met 1/2.7"-, 1,31 megapixel-CCD                                                  |
| 1998      | Olympus OZ105R                           | 38-105 mm, 3x-class zoom                                                                                    |
| 1998      | Olympus μ ZOOM140                        | 38-140 mm, high-power zoom                                                                                  |
| 1998      | Olympus μ- II ZOOM                       | 38-80 mm, (over 2x) zoom                                                                                    |
| 1998      | Olympus NEWPIC M10 MACRO                 | APS-support                                                                                                 |
| 1998      | Olympus NEWPIC ZOOM 600                  | APS-support 30-60 mm, 2x zoom                                                                               |
| 1998      | Olympus CAMEDIA C-1400XL                 | C-1400L met mogelijkheid voor continue opnames                                                              |
| 1998      | Olympus CAMEDIA C-900 ZOOM               | 3x zoom |
| 1998      | Olympus CAMEDIA C-830L                   | |
| 1998      | Olympus i ZOOM 75                        | i ZOOM met APS-support en 28-75mm-high-performance-zoom                                                     |
| 1999      | Olympus L-30                             | Spiegelreflexcamera met ingebouwde 4x-zoom-lens                                                             |
| 1999      | Olympus μ-II ZOOM VF                     | 38-80mm-zoom                                                                                                |
| 1999      | Olympus OZ130                            | 38-130mm-zoom                                                                                               |
| 1999      | Olympus CAMEDIA C-2000 ZOOM              | F2.0, 3x optische zoom                                                                                      |
| 1999      | Olympus OZ80S                            | 38-80mm-zoom                                                                                                |
| 1999      | Olympus NEWPIC XB AF                     | |
| 1999      | Olympus NEWPIC XB                        | |
| 1999      | Olympus i ZOOM 60                        | 28-60 mm, zoom                                                                                              |
| 1999      | Olympus μ ZOOM 140 DELUXE                | μ[mju:] Zoom 140 met intelligente flitser                                                                   |
| 1999      | Olympus CAMEDIA C-21                     | Kleine en lichte digitale camera met 2 megapixels                                                           |
| 1999      | Olympus OZ140S                           | 38-140 mm, 3,7x zoom                                                                                        |
| 1999      | Olympus CAMEDIA C-2500L                  | F2.8-3.9, 3x zoom                                                                                           |
| 1999      | Olympus SUPERZOOM 700 XB                 | 38-70 mm, zoom                                                                                              |
| 1999      | Olympus i ZOOM 75VF                      | iZOOM 75 met visual finder                                                                                  |
| 1999      | Olympus CAMEDIA C-2020 ZOOM              | Eerste digitale camera met wide-field-lcd-monitor                                                           |
| 1999      | Olympus CAMEDIA C-920 ZOOM               | |
| 2000      | Olympus CAMEDIA C-21T.commu              | C-21 met de mogelijkheid om beelden te versturen via mobiele telefoons                                      |
| 2000      | Olympus μ ZOOM 140 VF                    | μ[mju:] Zoom 140 DELUXE met visual finder                                                                   |
| 2000      | Olympus CAMEDIA C-860L                   | |
| 2000      | Olympus CAMEDIA C-3030 ZOOM              | Eerste 3 megapixelmodel                                                                                     |
| 2000      | Olympus CAMEDIA C-960 ZOOM               | |
| 2000      | Olympus i ZOOM 2000                      | 25-50 mm, 2x-zoom-APS-model                                                                                 |
| 2000      | Olympus i ZOOM 75 VF-E                   | iZOOM 75VF met MRC                                                                                          |
| 2000      | Olympus μ-II 80 VF                       | μ[mju:]-II Zoom VF met correctiemogelijkheden                                                               |
| 2000      | Olympus AF-10 XB QUARTZDATE              | |
| 2000      | Olympus CAMEDIA C-990 ZOOM               | |
| 2000      | Olympus CAMEDIA C-2100 Ultra Zoom        | 10x optische zoom (F2.8-3.5)                                                                                |
| 2000      | Olympus μ-II 115 VF                      | met dezelfde zoeker als de μ[mju:] ZOOM 115 Deluxe                                                          |
| 2000      | Olympus CAMEDIA E-10                     | |
| 2000      | Olympus CAMEDIA E-100RS                  | 10x optische zoom met bewegingscorrectie                                                                    |
| 2000      | Olympus CAMEDIA C-3040 ZOOM              | |
| 2000      | Olympus CAMEDIA C-2040 ZOOM              | |
| 2000      | Olympus CAMEDIA D-460 ZOOM               | |
| 2000      | Olympus CAMEDIA D-360L                   | Identiek aan Olympus C-860L                                                                                 |
| 2001–2005 |                                          | |
| 2001      | Olympus SUPERZOOM 120 SF                 | 38-120 mm, 3x zoom                                                                                          |
| 2001      | Olympus μ-II 170 VF                      | High-performance 38-170 mm, met 4,5x zoom                                                                   |
| 2001      | Olympus Citia 160                        | 38–160 mm, 4,2x zoom                                                                                        |
| 2001      | Olympus i ZOOM 3000                      | 21-58 mm, 3x class zoom                                                                                     |
| 2001      | Olympus CAMEDIA C-990ZS                  | Met de lcd-monitor van de Olympus CAMEDIA C-990 ZOOM                                                        |
| 2001      | Olympus CAMEDIA C-1                      | High-performance F2.8-lens                                                                                  |
| 2001      | Olympus CAMEDIA C-700 Ultra Zoom         | high-performance F2.8-3.5 optical 10x zoom                                                                  |
| 2001      | Olympus CAMEDIA C-1 Zoom                 | 3x optical zoom                                                                                             |
| 2001      | Olympus CAMEDIA C-100                    | Single-focus-, compacte digitale camera                                                                     |
| 2001      | Olympus CAMEDIA C-200 ZOOM               | 3x zoom |
| 2001      | Olympus i snap                           | APS-ondersteuning                                                                                           |
| 2001      | Olympus CAMEDIA C-4040 ZOOM              | F1.8-2.6, 3x zoom                                                                                           |
| 2001      | Olympus CAMEDIA C-2                      | 2,0 megapixelversie van de Olyumpus C-1 met verbeterde levensduur van de accu                               |
| 2001      | Olympus CAMEDIA C-40 ZOOM                | High-performance F2.8-4.8 optical 2.8x zoom                                                                 |
| 2001      | Olympus CAMEDIA E-20                     | Verbeterde versie van de Olympus E-10 met een 2/3" CCD met effectieve resolutie van 5.0 megapixels          |
| 2001      | Olympus μ-II 110                         | High-performance, 38-110 mm, 3x zoom                                                                        |
| 2001      | Olympus CAMEDIA C-3100 ZOOM              | Beginnerscamera gebaseerd op Olympus C-3030 Zoom maar met 3 megapixel en 3x zoom                            |
| 2002      | Olympus CAMEDIA C-2 Zoom                 | Compacte digitale camera met 3x optische zoom                                                               |
| 2002      | Olympus SUPERZOOM 70G                    | 38-70 mm, 2x zoom                                                                                           |
| 2002      | Olympus CAMEDIA C-720 Ultra Zoom         | 8x optische zoom                                                                                            |
| 2002      | Olympus CAMEDIA C-300 ZOOM               | 2,8x optische zoom                                                                                          |
| 2002      | Olympus SUPERZOOM 105G                   | Verbeterde uitvoering van de Olympus SUPERZOOM 70G, 38-105 mm, 3x-class zoom                                |
| 2002      | Olympus TRIP AF50                        | compacte camera met 28mm-groothoeklens                                                                      |
| 2002      | Olympus CAMEDIA C-4100 ZOOM              | Verbeterde versie van de Olympus C-3100 ZOOM, F2.8, 3x optische zoom                                        |
| 2002      | Olympus CAMEDIA C-730 Ultra Zoom         | 10 x optische zoom                                                                                          |
| 2002      | Olympus CAMEDIA C-5050 ZOOM              | F1.8, 3x optische zoom                                                                                      |
| 2002      | Olympus CAMEDIA X-1                      | Compacte 3x zoom met 7 lenselementen in 6 groepen                                                           |
| 2002      | Olympus CAMEDIA X-2                      | 5,0 megapixelversie van de Olympus X-1                                                                      |
| 2002      | Olympus μ-III WIDE 100                   | Groothoek, 28-100 mm, 3,6x zoom                                                                             |
| 2002      | Olympus μ METAL                          | 38-105 mm, zoom                                                                                             |
| 2006–2010 |                                          | |
| 2006      | Olympus FE-130                           | 5,1 megapixelversie met Panorama, 3x optische zoom van 38-114 mm                                            |
| 2008      | Olympus X-720                            | 5,1 megapixelversie met Panorama, 3x optische zoom van 38-114 mm                                            |

## Lijstje vanuitLijst van cameramerken, nog uit te zoeken op dubbelingen
- Olympus Camedia FE-11
- Olympus SP-500 UltraZoom
- Olympus Stylus 700
- Olympus SP-350
- Olympus μmju: DIGITAL 600
- Olympus FE-140

### digitale spiegelreflex
- Olympus E-1
- Olympus E-3
- Olympus E-5
- Olympus E-10
- Olympus E-20
- Olympus E-30
- Olympus E-300
- Olympus E-330
- Olympus E-400
- Olympus E-410
- Olympus E-420
- Olympus E-450
- Olympus E-500
- Olympus E-510
- Olympus E-520
- Olympus E-620

### digitale systeemcamera
- Olympus Pen E-P1 (2009)
- Olympus Pen E-PL1 (2010)
- Olympus Pen E-P2 (2009)
- Olympus Pen E-PL2 (2011)